# کلاهبرداری
کلاهبرداری عبارت است از فریب عمدی اشخاص برای کسب منافع غیرمنصفانه یا غیرقانونی یا محروم کردن قربانی از حقوق قانونی خود. کلاهبرداری کاری بر پایهٔ فریب است که کسی یا کسانی برای کسب نفع خود یا موسسه‌ای انجام می‌دهند. کلاه‌برداری در بسیاری از کشورها جرم است، اگرچه مصداق‌های آن در نظام‌های گوناگون قضایی فرق می‌کند. آنچه که جرم کلاهبرداری را از سایر جرایم علیه اموال متمایز می‌سازد، آن است که در اکثر این جرایم مال بدون رضایت یا آگاهی صاحب مال، و حتی گاه به دلیل توسل مجرم به اعمال خشونت‌آمیز از قربانی به مجرم منتقل می‌گردد در حالی که کلاهبرداری از این حیث از جمله جرایم استثنائی به‌شمار می‌رود. کلاهبردار به گونه ای عمل می‌کند که مالک یا متصرف مال، فریب خورده و خود از روی میل و رضا، و چه بسا با التماس به امید کسب منافع سرشار، مالش را در اختیار مجرم قرار می‌دهد.

## تعریف
«کلاهبرداری:۱- به فریب مال و پول دیگران را گرفتن، حقه بازی.
استعمال نام یا عنوان مجعول به قصد این که مؤسسات مجعول و اعتبارات موهوم را به طرف بقبولاند و او را به امور موهوم امیدوار یا از امور موهوم خائف سازد و بدین طریق وجه یا مالی از او بگیرد.»
«کلاهبردار: ۱- آن که به فریب مال و پول دیگران را بگیرد؛ حقه باز.
کلاهبردار مبادرت به انجام عملیاتی تحت عنوان فریب می‌نماید و و نتیجه آن اغفال قربانی جرم است.
۲- کسی که کلاه‌برداری کند؛»
از نظر میانگین سنی کلاهبرداری می‌توان کلاهبرداران را به دو دسته کلاهبرداران اینترنتی و کلاهبرداران غیر اینترنتی تقسیم کرد. میان گین سنی کلاهبرداران اینترنتی ۱۸ تا ۳۵ سال است در حالی که کلاهبرداران غیر اینترنتی معمولاً سن بالاتری دارند.

## کلاهبرداری پانزی
امروزه که دنیای مالی سروصدای زیادی به پا کرده است، موجب این شده است که توجه کلاهبرداران را به خود جلب کند. در واقع کلاهبرداری پانزی به گونه‌ای است که شرکت‌ها یا سازمان‌هایی با ادعا بر برگشت سود بسیار زیاد همراه با سرمایه به شما، باعث فریب شما می‌شوند. زمانی که شما فریب وعده‌های دروغین این افراد را می‌خورید و در پروژه‌های آنها سرمایه‌گذاری می‌کنید، پس از مدتی که تعداد سرمایه‌گذاران زیاد شود و دیگر آن شرکت نتواند سود را بپردازد، شرکت را تعطیل و ناپدید می‌شود! در حقیقت اسکمرها برای جلب اعتماد مشتریان و سرمایه‌گذاران خود، ماهانه مبلغ سود قابل توجهی به آنها می‌پردازند که باعث شود سرمایه‌گذاران پول بیشتری وارد این پروژه کنند تا سودشان بیشتر شود.
در حقیقت، کلاهبرداری پانزی اولین بار در سال ۱۹۱۹ توسط چالز پانزی انجام شد. چالز پانزی شخصی ایتالیایی بود که با وعده دادن به مردم که بعد از ۹۰ روز سرمایه آنها را دو برابر می‌کند، باعث فریب آنها می‌شد. در نهایت او در سال ۱۹۲۰ دستگیر و محکوم شد.

## تشخیص پروژه‌های پانزی
اکثر پروژه‌های پانزی دارای خصوصیات مشترکی هستند برای فریب دادن افرادی که سرمایه آنها را به یغما ببرند. در این بخش به اصلی‌ترین ویژگی‌های این پروژه‌ها می‌پردازیم:
- وعده سودهای بالا دادن: اکثر افراد می‌دانند که سرمایه‌گذاری با ریسک همراه است و سود خیلی زیاد در مدت زمان کم امری غیرممکن است. پس صرف این واقعیت اگر هر شرکت یا سازمانی به شما وعده سود زیاد در مدت زمان کم و همچنین سرمایه‌گذاری بدون ریسک را به شما داد، آن یک پروژه کلاهبرداری پانزی است.
- مشکل در نقد کردن سرمایه: طرح‌ها و پروژه‌های معتبر مشکلی در نقد کردن سرمایه شما ندارند و در واقع هرزمان شما بخواهید سرمایه خود را نقد کنید آنها به راحتی قبول کرده و سرمایه شما را بدون بهانه نقد می‌کنند. پس اگر پروژه‌ای در نقد کردن سرمایه شما مشکل داشت، در واقعی بودن آن تردید کنید.[۵]

## کلاهبرداری اینترنتی
در این نوع کلاهبرداری، کلاهبردار می‌بایست از طریق وارد کردن، تغییر یا محو کردن داده‌ها یا مختل کردن سامانه و …. مال یا وجهی را تصاحب کند و جالبه بدانید این مورد کلاهبرداری می‌تواند بدون آگاهی مال باخته انجام شود به‌طور کلی در کلاهبرداری اینترنتی فرد مرتکب از عمل متقلبانه رایانه ای استفاده می‌کند. مجازات این جرم در قانون ایران شامل حبس، رد مال، پرداخت نقدی می‌باشد، (۱ تا ۳ سال حبس و رد مال به صاحب آن و پرداخت جزای نقدی معادل مال اخذ شده)

### چگونه از کلاهبردار اینترنتی شکایت کنیم؟
در چنین مواقعی اولین کاری که می‌کنید این باشد که به دادسرای جرائم اینترنتی مراجعه کنید، این دادسرا وظیفه رسیدگی به جرائم در فضای مجازی و رایانه ای را دارد. پس از تشکیل پرونده، دادسرا از پلیس فتا کمک می‌گیرد و پرونده را برای رسیدگی بیشتر موضوع به آن ارجاع می‌دهد.
البته راه ساده‌تر برای پیگیری جرم کلاهبرداری اینترنتی وجود دارد که می‌توانید به سایت پلیس فتا بایگانی‌شده  در ۱ دسامبر ۲۰۲۰ توسط Wayback Machine مراجعه کنید و در قسمت ارتباطات مردمی مشخصات و نشانی و شماره خود را ثبت کنید. پلیس فتا در اولین فرصت به جهت رسیدگی و پیگیری با شما تماس می‌گیرد؛ البته راه دیگر هم این است که به دفاتر خدمات الکترونیک قضایی مراجعه کنید و شکایت خودتان را تنظیم کنید.

### پرونده‌های کلاهبرداری اینترنتی چه مدت طول می‌کشد؟
به‌طور کلی روند رسیدگی در دادسرا و دادگاه‌ها قابل پیش‌بینی نیست اما باید توجه کنید که در پرونده‌های بی نوبت هم باید نوبت رعایت شود یا به واقع می‌شود گفت اصل نانوشته حقوقی است که رسیدگی به جرائم اینترنتی یا کلاهبرداری‌های الکترونیکی زمان بر است.

## روش‌های شناسائی کلاهبردار
بعضی از ایالات در ایالات متحده آمریکا چهره و مشخصات فرد کلاهبردار را در وبگاه خود قرار می‌دهند.
نیروی انتظامی جمهوری اسلامی ایران نیز عکس کلاهبرداران را جهت اطلاع عموم در جراید منتشر می‌کند.
روش انتشار عکس افراد تحت تعقیب در ایالات متحده آمریکا پیشینه طولانی دارد.
به‌اعتقاد برخی، کلاهبرداران معمولاً افرادی شیک پوش، حراف و ولخرج هستند.

## کلاهبرداران مشهور
1. ویکتور لوستیگ برج ایفل را فروخت
2. هان ون میگه‌رن نقاشی جعل می‌کرد
3. فرانک ابگنیل چک جعل می‌کرد
4. برنارد میداف بزرگ‌ترین کلاهبردار مالی تاریخ

## پینوشت
1. ↑  "Fraud". Wikipedia (به انگلیسی). 2024-01-08.
2. ↑  جرایم علیه اموال و مالکیت. حسین میرمحمد صادقی چاپ چهل و چهارم صفحه 29.
3. 1 2  فرهنگ دکتر محمد معین، جلد سوم، صفحه 3024
4. ↑  مدیر کل مبارزه با جرایم رایانه‌ای، جعل و کلاهبرداری مطرح کرد: ۱۸ تا ۳۵ سال بیشترین سن متهمان رایانه‌ای، روزنامه کیهان، شنبه ۲۹ آبان ۱۳۸۹
5. ↑  وبگاه پلیس ایالتی ایالت ایلینوی، ایالات متحده آمریکا
6. ↑  روزنامه شرق، دوم مرداد یکهزار و سیصد و نود، صفحه حوادث؛
7. ↑  این دو کلاهبردار را شناسائی کنید، البرز نیوز، ۳۰ بهمن ۱۳۸۹
8. ↑  «افراد کلاهبردار معمولاً شیک پوش، حراف و ولخرج هستند». پایگاه خبری تحلیلی خرداد. ۲۰۱۴-۰۹-۲۳. بایگانی‌شده از اصلی در ۲۸ فوریه ۲۰۱۸. دریافت‌شده در ۲۰۱۴-۰۹-۲۳.